# Rjota Cuzuki
Rjota Cuzuki (japonsko 都築 龍太), japonski nogometaš, * 18. april 1978.
Za japonsko reprezentanco je odigral 6 uradnih tekem.